# 基思·本森
小基思·A·本森（英語：Keith A. Benson Jr.，1988年8月13日—）為美国男子篮球运动员，主打中鋒位置。

## 職業生涯
2021年10月，班森加盟P. LEAGUE+（PLG）高雄鋼鐵人。
2022年8月11日，高雄鋼鐵人宣布班森離隊。
2023年3月8日，T1聯盟臺中太陽註冊班森。3月9日，班森加盟T1聯盟臺中太陽。

## 外部連結
- 基斯·本森在fiba.basketball（英语）
- 基斯·本森在NBA官網（英语）
- 基斯·本森在NBA G聯盟官網（英语）
- 基斯·本森在意大利篮球甲级联赛官網（意大利语）
- 基斯·本森在德國籃球甲級聯賽官網（德语）
- 基斯·本森在B.LEAGUE官網（日语）
- 基斯·本森在P. LEAGUE+官網
- 基斯·本森在Basketball-Reference.com（NBA）（英语）
- 基斯·本森在Basketball-Reference.com（NBA G聯盟）（英语）
- 基斯·本森在Basketball-Reference.com（國際）（英语）
- 基斯·本森在Sports-Reference.com（NCAA）（英语）
- 基斯·本森在ESPN（NBA）（英语）
- 基斯·本森在Eurobasket.com（球員）（英语）
- 基斯·本森在Proballers（英语）
- 基斯·本森在RealGM（球員）（英语）
- . Interperformances.com.